# Città di Coffs Harbour
La città di Coffs Harbour è una Local Government Area che si trova nel Nuovo Galles del Sud. Essa si estende su una superficie di 1.175 chilometri quadrati e ha una popolazione di 68.413 abitanti. La sede del consiglio si trova a Coffs Harbour.